# 獲物なければ報酬なし

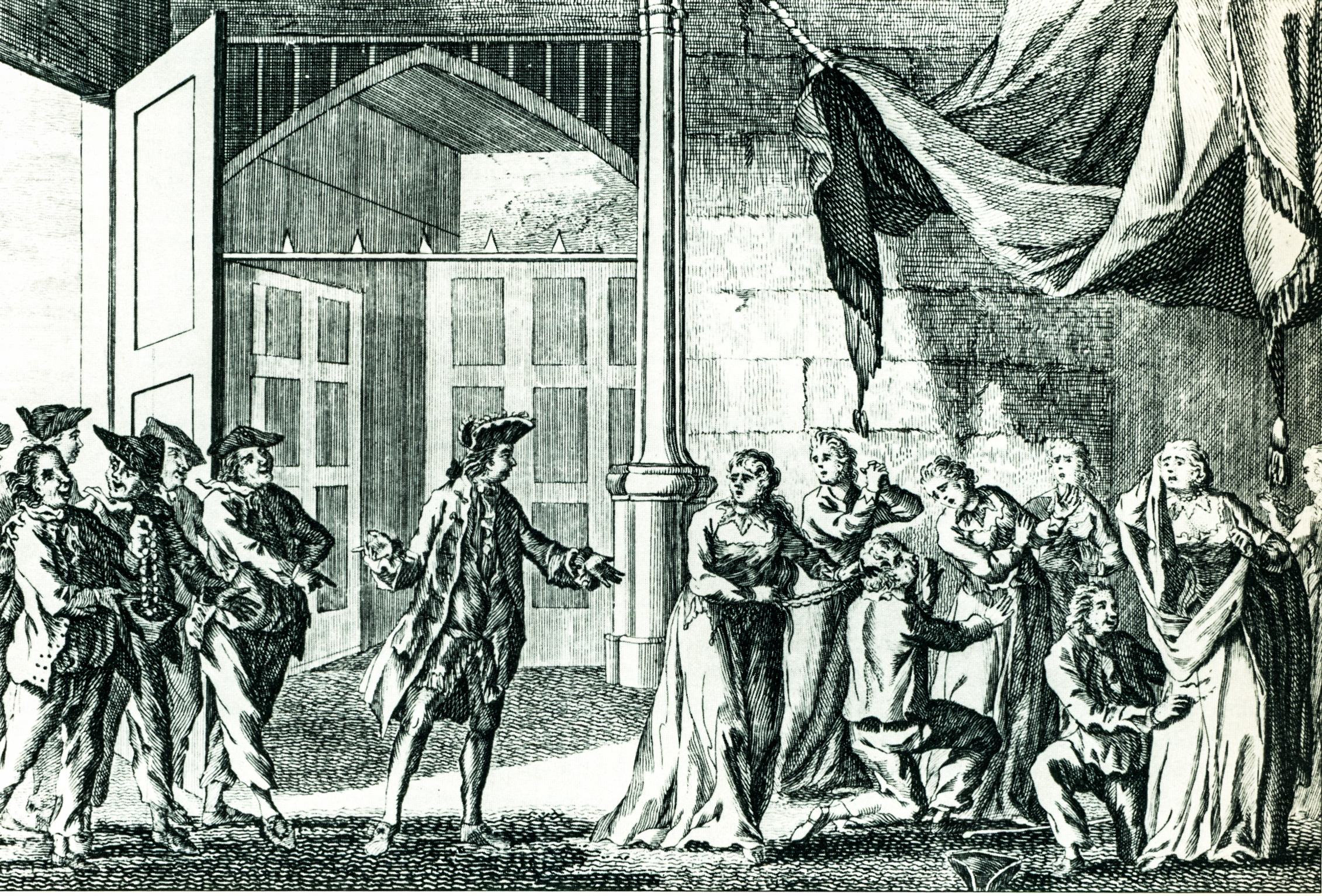
「仕入れなければ報酬なし（no purchase, no pay）」で船員を募集したといわれる私掠船の船長ウッズ・ロジャーズ。

獲物なければ報酬なし（えものなければ ほうしゅうなし、No prey, no pay）または仕入れなければ報酬なし（しいれなければ-、No purchase, no pay）は、特に17世紀の私掠船や海賊船において、船員らに予め提示されていた条件を示す成句である。この句は成果報酬型給与に似た報酬の取り決めを表している。

## 意味
この句の「仕入れ（purchase）」とは、標的の船から戦利品を得ることに成功したことを意味する。すなわち、この句は襲撃に失敗して戦利品を得られなかった場合には、報酬がないことを意味していた。失敗すれば何も得られないかもしれないが、しかし、襲撃に成功した場合には、役職や勤続期間に基づいた明確な報酬比で、平等かつ民主的に戦利品が分配されることがよくあった。

## 使用例
この句はスペイン領で活動する海賊たちの間で、取り決めを説明するために広く使用されていた。この概念は、報酬が利益全体の比率で決定されるために、より価値のある目標を攻撃するために、より高いリスクを取るという危険を冒させることに繋がったと言われている。
ジャマイカ総督のHender Molesworthは、厳格な「仕入れなければ報酬なし」を提示して、私掠免許はおろか公益である海賊ハンターにも適用したことで知られている。